# Steinigung

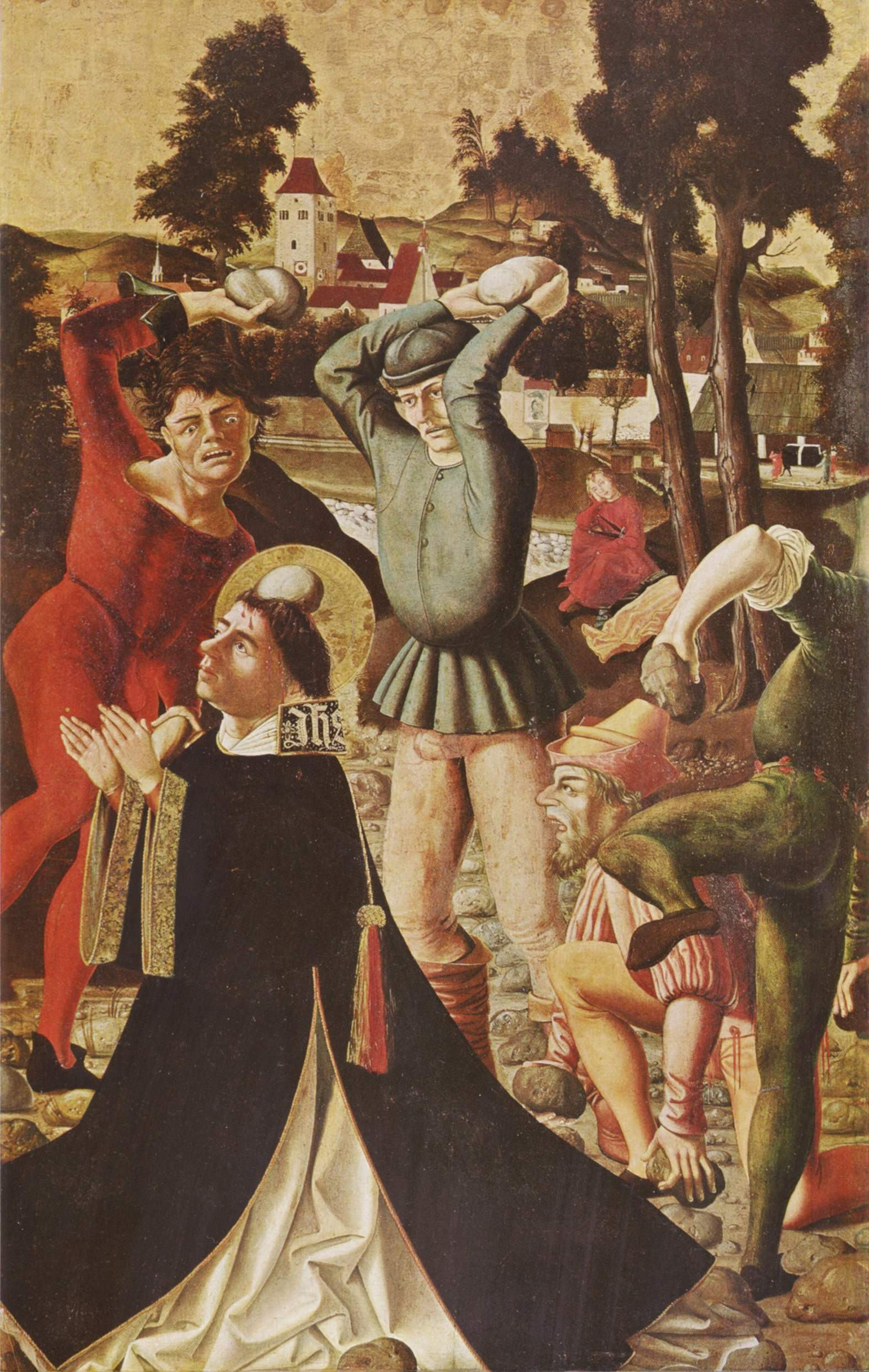
Marx Reichlich: Steinigung des hl. Stephanus, gemalt 1506

Die Steinigung (lateinisch lapidatio, von lapis ‚Stein‘) ist eine jahrtausendealte Art der Hinrichtung. Das oft bis zur Hüfte oder unter die Brust eingegrabene Opfer wird dabei von Menschengruppen durch Steinwürfe auf seinen Kopf und Oberkörper getötet.
Diese Praxis war im Altertum als gesellschaftliche Form der Rache verbreitet, die einer Gruppe die sofortige Tötung eines Opfers ermöglichte.
Auch Tiere, die Menschen getötet hatten, wurden gesteinigt.
Sie wird heute in einigen vom Islam geprägten Staaten und Regionen ausgeübt, sei es nach Urteilen eines Rechtsorgans (Monarch oder Gericht) oder als Mittel der Lynchjustiz. Darunter sind Afghanistan, Iran, die indonesische Provinz Aceh, der Irak, Jemen, Nigeria, Pakistan, Somalia, Sudan, Saudi-Arabien und die Vereinigten Arabischen Emirate. In Brunei wurde sie im Jahre 2014 wieder eingeführt.
Diese als besonders grausam geltende und relativ langsame Hinrichtungsart verstößt gegen die Allgemeine Erklärung der Menschenrechte, deren Verbot der Folter und grausamer erniedrigender Strafen (Art. 5) in den Internationalen Pakt über bürgerliche und politische Rechte (Art. 7) aufgenommen und durch die UN-Antifolterkonvention konkretisiert wurde. Steinigung für Tatbestände wie Ehebruch bricht zudem das Verhältnismäßigkeitsprinzip.

## Antikes Griechenland
Im antiken Griechenland wurden des Öfteren griechische Vollbürger einer Polis gesteinigt, die des Hoch- und Landesverrats, der Desertion, der Ermordung ihrer Mutter, des Tempelraubs oder anderweitiger Missachtung der Götter für schuldig befunden worden waren. Voraus ging wahrscheinlich ein Verfahren, das mit einem Ratsbeschluss oder einer Volksabstimmung endete. Bei auf frischer Tat Ertappten oder gefassten Flüchtigen, die schon angeklagt waren, galt ihre Schuld als erwiesen, so dass die Steinigung direkt ausgeführt werden durfte. Dies geschah außerhalb des jeweiligen Stadtgebiets, etwa an einem Flussufer, durch Ratsmitglieder und/oder die Stadtbevölkerung.
Solche Fälle sind in erzählender Literatur seit der Ilias belegt und werden als fortbestehende Praxis auch durch entsprechende Szenen in klassischen Dramen bestätigt.

## Judentum und Christentum
Die Steinigung wird im Tanach und demnach auch im Alten Testament als Strafe für Taten von Israeliten in Israel gefordert, die als Verbrechen an Gott und dem ganzen Volk galten. Dazu gehörten Götzendienst (z. B. Dtn 17,5 ), Bruch des Gebots, den Sabbat zu halten (Num 15,35 ), Wahrsagen (Lev 20,17 ), Ehebruch (Lev 20,10 ; Dtn 22,22 ), Ungehorsam gegenüber den Eltern (Dtn 21,21 ) und Gotteslästerung (z. B. in Lev 24,14-16 ). Diese Art der Strafe sollte eine abschreckende Wirkung auf das Volk ausüben (Gewalt in der Bibel).
Im Neuen Testament wird die Steinigung mehrmals erwähnt, jedoch nicht als Todesstrafe, sondern als Gefährdung durch Lynchjustiz aus dem Volk (Mt 21,35 ; 23,37 ; Lk 20,6 ). Dies spiegelt die damalige Situation der römischen Besatzung wider, als der römische Statthalter sich das alleinige Entscheidungsrecht für Todesstrafen und deren Ausführung vorbehielt. Gleichwohl galt die Steinigung Vertretern des Judentums weiterhin als die bei bestimmten Vergehen nach der Tora geforderte Hinrichtungsart, etwa für vorsätzlichen Bruch des Sabbatgebots oder Anmaßung gegenüber religiösen Autoritäten. Deshalb war den neutestamentlichen Erzählungen zufolge Jesus von Nazaret mehrmals der Gefahr der spontanen Steinigung ausgesetzt (Joh 8,59 ; 10,31-39 ). Er selbst bewahrte laut Joh 8,1-11  eine wegen Ehebruchs angeklagte Frau vor der Steinigung, indem er die in Lev 20,10 und Dtn 17,6-7 festgesetzten Hürden (die Ankläger sollen anfangen, Steine zu werfen) erschwerte: „Wer von euch ohne Sünde ist, werfe zuerst den Stein auf sie“ (Joh 8,7). Gemäß Lev 20,10 und Dtn 22,22 hätte auch der bei dem angeblichen Ehebruch beteiligte Mann gesteinigt werden müssen.
Nachdem der römische Statthalter Pontius Pilatus 36 abgesetzt worden und sein Nachfolger noch nicht eingetroffen war, nutzte der Sanhedrin die Vakanz des Amtes und wandte die Steinigung wegen religiöser Vergehen wieder an. So wurde der frühchristliche Missionar Stephanus wegen Gotteslästerung zum Tod verurteilt und von den Anklägern vor der Stadt gesteinigt (Apg 7,54-60 ). Paulus wurde in Lystra von einer Menge gesteinigt, überlebte jedoch (Apg 14,19-20 ).
In späterer Zeit wurde die ursprüngliche Methode gemildert. Der Talmud erzählt, dass im Falle solcher todeswürdiger Verbrechen den Delinquenten vor der Hinrichtung ein Mittel eingegeben wurde, das sie betäubte.
Im talmudischen Judentum wird die Steinigung in der Mischna (Traktat Sanhedrin 7,2 ff.) erörtert (VII 4a):

„Diese werden gesteinigt: Wer [seiner] Mutter beiwohnt, der Frau des Vaters, der Schwiegertochter, einem Mann oder einem Vieh beiwohnt, oder eine Frau, die einem Vieh beiwohnt, und ein Lästerer, wer Götzendienst treibt, wer von seinen Nachkommen dem Moloch gibt, ein Totenbeschwörer, ein Wahrsager, wer den Sabbat entweiht, wer seinen Vater oder seine Mutter verflucht, wer einem verlobten Mädchen beiwohnt, ein Verlocker, ein Verführer [zum Götzendienst], ein Zauberer und ein unbändiger oder widerspenstiger Sohn.“

Rabbi Eleasar ben Asarja kritisierte jede Form von Todesstrafe, indem er einen Gerichtshof „mörderisch“ nannte, der nur einmal im Laufe von siebzig Jahren ein Todesurteil ausgesprochen hatte. Noch weiter gehen Rabbi Akiba und Rabbi Tarfon, von denen folgende Aussage überliefert ist: „Hätten wir im Synhedrion gesessen, wäre niemals ein Mensch hingerichtet worden.“
Wenn es dann doch zur Vollstreckung kam, war vorgeschrieben, dass die Hinrichtungsstätte außerhalb des Lagers bzw. der Stadt liegen musste, in einer solchen Entfernung, dass bis zur Hinausführung des Verurteilten Gelegenheit gegeben war, dass Dritte oder der Verurteilte selbst eine Wiederaufnahme des Verfahrens begehren und zudem verlangen konnten, nochmals vor das Richterkollegium geführt zu werden, um neue Anträge zur Abänderung des Todesurteils vorbringen zu können (Sanh. 6,1). Die Richter selbst mussten am Tage der Hinrichtung fasten (bSanh. 63 a).
In Verbindung mit Mt 7,1  („Richtet nicht, damit ihr nicht gerichtet werdet“) und Mt 28,20  („lehret sie halten alles, was ich euch geboten habe“) haben Christen das Verhalten Jesu als Aufhebung der Todesstrafe gedeutet, die zumindest innerhalb der Glaubensgemeinschaft nicht angewandt werden sollte. Im seit dem Frühmittelalter vom Christentum geprägten Europa war die Steinigung keine offizielle Hinrichtungsart, sondern wurde allenfalls bei Lynchmorden angewandt: etwa bei Ansverus in Ratzeburg oder Stephanos dem Jüngeren in Byzanz.

## Islam

Die Karte zeigt die Staaten oder staatsähnlichen Gebilde, in welchen die Steinigung in gesetzlicher oder außergesetzlicher Form der Todesstrafe praktiziert wird.

### Koran, Hadith, Scharia

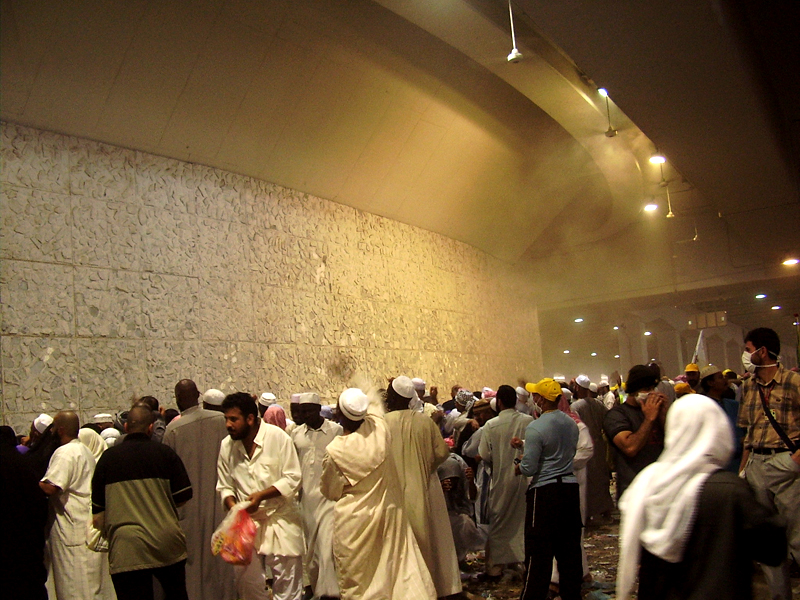
Steinigung des Teufels in Mina, 2006

Der Koran, die heilige Schrift des Islam, sieht die Steinigung nicht als Strafe vor. Der nicht in den Kanon des Korans aufgenommene sogenannte Steinigungsvers soll sie jedoch als Strafe für Ehebrecher geboten haben.
Laut einigen Überlieferungen (Hadith) soll der Prophet Mohammed auf Anfrage die Steinigung bei Juden, die sich des Ehebruchs schuldig gemacht hatten, gemäß der Tora (Dtn 22,22) angeordnet, zudem in mehr als einem Fall die Ehebrecherin mit der Steinigung bestraft und den Ehebrecher auspeitschen und verbannen lassen haben. Mohammed ordnete auch die Steinigung eines Mannes wegen Ehebruchs an, der sich, ohne dass Zeugen ihn dieser Tat beschuldigt hätten, ihm gegenüber selber viermal des Ehebruchs bezichtigt hatte.
Auf dieser Basis gilt die Steinigung in der Schari’a als sogenannte Hadd-Strafe. Sie kann danach nur bei einvernehmlichem Geschlechtsverkehr von zwei Personen, die mit anderen verheiratet sind oder waren (siehe Zina), verhängt werden. Die Verurteilung kann auf Grund eines Geständnisses oder der Aussage von mindestens vier männlichen Zeugen erfolgen, wenn diese behaupten, dass sie beim Geschlechtsakt unmittelbar dabei waren. Da nach islamischem Recht Zeugenaussagen von Frauen weit weniger schwer wiegen als die von Männern und zudem von zwei Männern bestätigt werden müssen, werden Frauen weitaus häufiger wegen Ehebruchs angeklagt und zum Tod durch Steinigung verurteilt als Männer.
Der Azhar-Theologe al-Dschaziri (1882–1942) beschrieb die schariakonforme Ausführung der Steinigung folgendermaßen:

„Die Steinigung erfolgt mit mittelgroßen Steinen, weder mit leichten Kieseln – die Qual würde zu lange dauern – noch mit Felsbrocken – die durch die ‚Grenz‘-Strafe beabsichtigte Peinigung würde verfehlt –, sondern mit Steinen, die die hohle Hand ausfüllen; man nehme sich davor in acht, das Gesicht (des Schuldigen) zu treffen, weil der Prophet dies (einem Hadith zufolge) verboten hat. (…) Der Ehebrecher ist während des Vollzugs der ‚Grenz‘-Strafe nicht anzubinden oder zu fesseln; auch ist für ihn keine Grube auszuheben. Für die Ehebrecherin kann eine ihr bis zur Brust reichende Grube ausgehoben werden. Während des Vollzugs darf ihre Schamgegend nicht entblößt werden. Deshalb sind die Kleider an ihr festzuschnüren, so daß ihr Leib nicht sichtbar wird.“

### Steinigungsritual
Teil der Wallfahrt (Haddsch) eines Muslims nach Mekka ist die symbolische Steinigung des Satans in Mina. Dabei wirft der Pilger sieben unterwegs aufgelesene Kiesel gegen eine Steinsäule.

### Afghanistan
Im Einsatzgebiet der Bundeswehr, im Distrikt Dascht-e-Archi der Provinz Kundus, wurde im August 2010 ein unverheiratetes Liebespaar, der 28-jährige Abdul Qayom und die 20-jährige Sedeqa, öffentlich von den Taliban gesteinigt.

### Iran

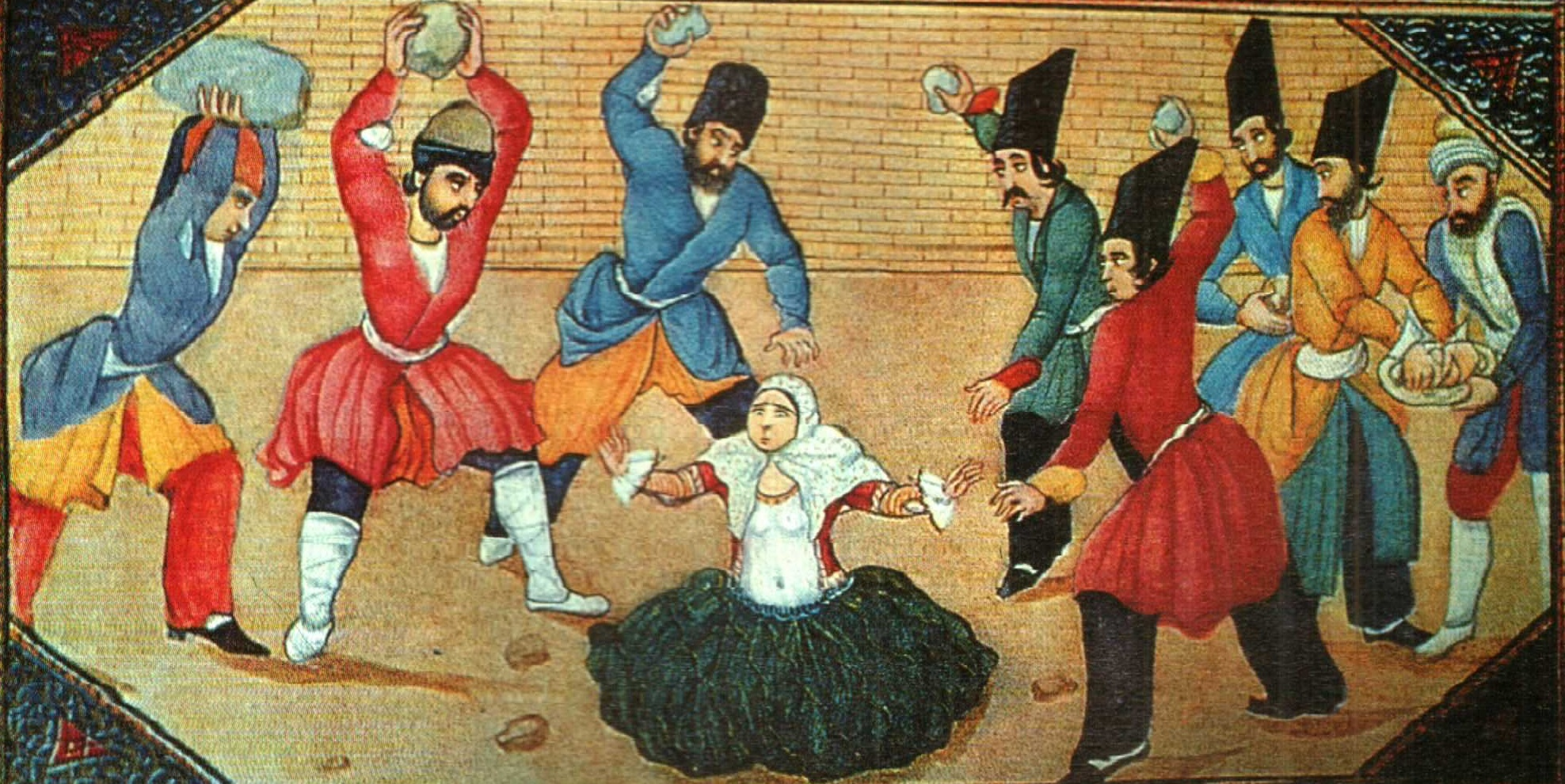
Steinigung einer Ehebrecherin. Illustration zu Tausendundeine Nacht. Teheran, 1853–1857.

Gemäß § 83 des iranischen Strafgesetzbuches ist die Todesstrafe durch Steinigung bei Ehebruch vorgeschrieben. Dabei werden die Opfer der Hinrichtung bis zu den Knien im Erdboden eingegraben und komplett mit einem undurchsichtigen Tuch verhüllt, welches zumeist weiß ist. Die Steine dürfen nicht größer als die werfende Hand sein, um den Tod der Verurteilten hinauszuzögern. Der Richter sorgt für den Mindestabstand zum Verurteilten. Bei einem Geständnis des Verurteilten darf der Richter den ersten Stein werfen. Wenn der Beschuldigte durch Zeugenaussagen verurteilt wurde, werfen die Zeugen den ersten Stein.
Im August 2010 waren im Iran elf Personen zur Steinigung verurteilt worden, darunter sieben Frauen. Im Iran besteht seit Ende 2002 ein Steinigungsmoratorium. Die damalige Initiative des iranischen Parlaments zur Abschaffung der Steinigung wurde vom iranischen Wächterrat blockiert. Im Februar 2003 wurde vom Vorsitzenden der Justiz, Ayatollah Mahmud Haschemi Schahrudi, zugesagt, die Steinigung als Hinrichtungsform abzuschaffen. Dies hatte jedoch nur empfehlenden Charakter; die Reformierung des Strafgesetzes steht bis heute noch aus.
Seit 2002 wurden laut Amnesty International in der Islamischen Republik Iran mindestens sieben Steinigungen vollzogen. Im Jahr 2002 wurden mindestens zwei Personen gesteinigt, 2006 wurden ein Mann und eine Frau gesteinigt. Am 5. Juli 2007 wurde Ja'far Kiani in Aghche-kand, einem Dorf außerhalb von Takestan, gesteinigt und im Dezember 2008 wurden zwei Männer zu Tode gesteinigt. Laut Dieter Bednarz sind sechs Männer und eine Frau gesteinigt worden. Teile der iranischen Führung planen seit 2008, die Steinigung abzuschaffen.
Anfang Juli 2010 wandten sich zwei iranische Jugendliche an die internationale Öffentlichkeit, um die drohende Steinigung ihrer Mutter, Sakineh Mohammadi Ashtiani, zu verhindern. Nach Auskunft der Sprecherin des internationalen Komitees gegen die Steinigung hatten die iranischen Behörden Anfang November 2010 den Weg für die Hinrichtung Ashtianis (nicht unbedingt durch Steinigung) freigemacht. Nach internationalen diplomatischen Interventionen, u. a. seitens des französischen Außenministers, wies die iranische offizielle Presseagentur am 3. November 2010 „westliche Medienberichte“ zurück und gab bekannt, Ashtiani sei gegenwärtig bei „guter Gesundheit“. Die Strafe wurde Anfang 2011 in eine zehnjährige Gefängnisstrafe umgewandelt.
Die internationale Kampagnenorganisation Avaaz sammelte ab Juli 2010 per Internet Unterschriften für eine Petition gegen Steinigungen; die Petition wurde von über 574.000 Menschen unterschrieben.
2013 bestätigte der Sprecher der Justizkommission des iranischen Parlaments, dass das Strafgesetzbuch zwar keine Steinigung mehr vorschreibt, diese aber nach der Scharia weiterhin eine gültige Strafe darstellt, die nach dem Strafgesetzbuch durchgesetzt werden kann.

### Nigeria
In Nigeria wurden ab 1999, seit der Einführung der Scharia in einigen nördlichen Landesprovinzen, verschiedentlich Frauen wegen Ehebruchs zum Tod durch Steinigung verurteilt. Nach internationalen Protesten und jahrelangen Verfahren wurden Safiya Hussaini und Amina Lawal 2001 und 2002 vom Obersten Gerichtshof Nigerias freigesprochen.

### Somalia
Am 27. Oktober 2008 ließ die islamistische Miliz al-Shabaab, die im Zuge des Bürgerkrieges in Somalia die Kontrolle über Teile des Landes erlangt hat und dort die Scharia durchsetzt, in der südsomalischen Hafenstadt Kismaayo die 13-jährige Aisha Ibrahim Duhulow steinigen. Das Mädchen hatte ausgesagt, von drei Männern vergewaltigt worden zu sein, woraufhin es des Ehebruchs für schuldig befunden wurde. Ein weiterer Fall ereignete sich am 6. November 2009. In der somalischen Hafenstadt Merka südlich von Mogadischu wurde ein 33-jähriger Mann zu Tode gesteinigt. Er und seine Freundin waren wegen Ehebruchs zum Tode verurteilt worden. Das Urteil an dem Mann wurde kurz nach der Verurteilung vollstreckt, bei der Frau sollte die Entbindung abgewartet werden.

### Sonstige
Die Tunesierin Ghofrane Haddaoui wurde 2004 von mindestens zwei tunesischen Jugendlichen in Frankreich durch Steinigung ermordet. Obwohl sich die Hintergründe nicht vollständig aufklären ließen, löste dieser erste Steinigungsfall in Europa seit Gründung der EU internationale Diskussionen über die Integration von Muslimen und den Umgang mit Islamisten aus.

## Jesiden
Am 7. April 2007 wurde die minderjährige Kurdin Du’a Khalil Aswad von einer Menschenmenge bei Mosul im Irak gesteinigt, um sie für ihren angeblichen Übertritt zum Islam zu bestrafen. Ihre Familie gehört zu den Jesiden.

## Einzelbelege
1. ↑  J. Makarewicz: Einführung in die Philosophie des Strafrechts auf entwicklungsgeschichtlicher Grundlage. John Benjamins Publishing, 1967, ISBN 978-90-6032-121-8 (google.de [abgerufen am 16. Januar 2024]).
2. ↑  Pierer’s Universal-Lexikon der Vergangenheit und Gegenwart. 4. Auflage. Verlagsbuchhandlung von H. A. Pierer, Altenburg 1865 (zeno.org [abgerufen am 24. April 2019] Lexikoneintrag „Steinigung“).
3. ↑  West Aceh bans 'tight trousers'. 28. Oktober 2009 (bbc.co.uk [abgerufen am 16. Januar 2024]).
4. ↑  Steinigung – ein Überblick (Memento vom 11. Oktober 2010 im Internet Archive) IGFM.de, abgerufen am 3. August 2010
5. ↑  tagesschau.de (Memento vom 25. April 2014 im Internet Archive)
6. ↑  autoactiva: Home. In: Internationale Gesellschaft für Menschenrechte (IGFM). Abgerufen am 16. Januar 2024 (deutsch).
7. ↑  Winfried Schmitz: Nachbarschaft und Dorfgemeinschaft im archaischen und klassischen Griechenland. Akademie-Verlag, 2004, ISBN 3-05-004017-3, S. 394–399; Bruno Snell: Szenen aus griechischen Dramen. Walter de Gruyter, 1. Auflage 1971, ISBN 3-11-001843-8, S. 5f.
8. ↑  Pentateuch und Haftaroth. Mit Kommentar von Joseph Herman Hertz. Band III, S. 212.
9. ↑  Emma Batha: FACTBOX: Stoning - where does it happen? In: www.trust.org/. Thomson Reuters Foundation, 29. September 2013, archiviert vom Original am 17. November 2015; abgerufen am 15. November 2015.
10. ↑  W. Montgomery Watt: Islamic Fundamentalism and Modernity. Routledge, 1989, S. 20.
11. ↑  The Encyclopaedia of Islam. New Edition, Brill, Leiden. Band 11, S. 508 („Zinā“) und dortige Quellenangaben; W. Montgomery Watt: Islam and the Integration of Society. Routledge, 1998, S. 192 und dortige Quellenangaben. In den Hadithe von u. a. Abu Huraira, Gabir Ibn Abdullah und Sahih Bukhari (nach Hadith Nr. 6831 f) wird von mehreren Steinigungen berichtet, die durch den Propheten angeordnet wurden; vgl. „Punishment of Disbelievers at War with Allah and His Apostle“, University of Southern California, Center for Muslim-Jewish Engagement— (Memento vom 24. August 2010 im Internet Archive).
12. ↑  — (Memento vom 23. März 2012 im Internet Archive).
13. ↑  Abd al-Rahman al-Dschaziri: Kitab al-fiqh 'ala l-madhahib al-arba'a, Bd. V. S. 48, zitiert nach Tilman Nagel: Das islamische Recht. Eine Einführung. Westhofen 2001, S. 88–89.
14. ↑  Friedemann Bedürftig: Weltreligionen: Judentum, Christentum, Islam, Hinduismus, Buddhismus. Geschichte, Werte Traditionen. Naumann und Goebel, 1. Auflage 2010, ISBN 3-625-12818-7, S. 69.
15. ↑  Die Zeit online vom 16. August 2010 Taliban steinigen Liebespaar nahe Kundus; Spiegel online vom 16. August 2010 Taliban steinigen Paar nahe Bundeswehrlager.
16. ↑  Women in Iran from the Rise of Islam to 1800, University of Illinois Press, 2003. S. 231
17. 1 2  Amnesty international: Urgent Action Nr. UA-179/2007 Mokarrameh Ebrahimi (Memento vom 11. Januar 2012 im Internet Archive), 9. Juli 2007.
18. ↑  Zeit.de vom 28. Juli 2010 Iran setzt Steinigung Ashtianis vorerst aus.
19. ↑  igfm.de Drohende Steinigungen im Iran.
20. ↑  Amnesty International, Jahresbericht 2003 (Memento vom 13. Dezember 2011 im Internet Archive).
21. ↑  Amnesty International, Jahresbericht 2007
22. ↑  Amnesty International, Jahresbericht 2008 (Memento vom 14. Mai 2011 im Internet Archive).
23. ↑  Iran 2009. Abgerufen am 29. Juni 2024.
24. ↑  Dieter Bednarz: Iran: Der erste Stein. In: Der Spiegel. 16. August 2010, ISSN 2195-1349 (spiegel.de [abgerufen am 29. Juni 2024]).
25. ↑  Bahman Nirumand: Pläne der iranischen Regierung: Steinigung soll abgeschafft werden. In: Die Tageszeitung: taz. 8. August 2008, ISSN 0931-9085 (taz.de [abgerufen am 29. Juni 2024]).
26. ↑  Manuela Pfohl: Drohende Steinigung von Ashtiani. Auf: stern online. 8. Juli 2010.
27. ↑  Manuela Pfohl: Drohende Steinigung von Astiani. Auf: stern online. 9. Juli 2010.
28. ↑  Mitra Mobasherat: Report: Iranian authorities give go-ahead to execute woman (Memento vom 5. November 2010 im Internet Archive), auf: CNN.com, 2. Nov. 2010 und Aschtianis Steinigung steht angeblich kurz bevor auf: Frankfurter Rundschau online 2. Nov. 2010.
29. ↑  Iranian woman has not been executed, official says (Memento vom 3. November 2010 im Internet Archive) auf: CNN.com 3. November 2010.
30. ↑  welt.de Iran setzt Todesstrafe gegen Aschtiani aus vom 17. Januar 2011.
31. ↑  Stoppt die Steinigungen! Archiviert vom Original (nicht mehr online verfügbar) am 4. Oktober 2015; abgerufen am 17. Februar 2024.
32. ↑  The Death Penalty in Iran. 16. Mai 2017, archiviert vom Original; abgerufen am 29. Juni 2024.
33. ↑  Rolf Hofmeier, Andreas Mehler: Afrika Jahrbuch 2002. Politik, Wirtschaft und Gesellschaft in Afrika südlich der Sahara. Vs Verlag, 2003, ISBN 3-8100-3782-6, S. 158.
34. ↑  Amnesty International: Somalia: Girl stoned was a child of 13. 31. Oktober 2008.
35. ↑  Ehebrecher in Somalia zu Tode gesteinigt. (Memento vom 10. November 2009 im Internet Archive) Auf: NZZ-online. 7. November 2009.
36. ↑  Charles Bremner: Stoned to death... why Europe is starting to lose its faith in Islam, The Times, 4. Dezember 2004.
37. ↑  Video Captures Stoning of Kurdish Teenage Girl. 1. Mai 2007, archiviert vom Original; abgerufen am 22. Juni 2023.